# 45ns Premis Tony
La 45a Edició dels Premis Tony va celebrar-se el 2 de juny de 1991 al Minskoff Theatre de Nova York. Va ser presentada per Julie Andrews i Jeremy Irons. La va retransmetre en directe la CBS.
Musicals representats: 
- Miss Saigon ("The Heat is On in Saigon"/"Last Night of the World"/"I Still Believe"/"You Will Not Touch Him"/"The American Dream" - Lea Salonga, Jonathan Pryce. Companyia)
- Once on This Island ("The Human Heart"/"Mama Will Provide" - La Chanze, Lillias White, Companyia)
- The Secret Garden (Medley - Companyia)
- The Will Rogers Follies ("Will-A-Mania"/"Favorite Son" - Keith Carradine, Cady Huffman, Companyia)

Salutació especial:
- How to Succeed in Business Without Really Trying ("The Year of the Musical Actor"/"I Believe in You" - Robert Morse)
- Fiddler on the Roof ("If I Were a Rich Man" - Topol)
- Bye Bye Birdie ("Rosie" - Tommy Tune i Ann Reinking [realitzat a Seattle])
- My Fair Lady and Camelot medley interpretat per Julie Andrews ("Wouldn't It Be Loverly" "Camelot" "I Could Have Danced All Night")
- The Phantom of the Opera ("Music of the Night" - Michael Crawford)

## Premis i nominacions
Els premiats apareixen en negreta
| Millor obra | Millor musical |
| --- | --- |
| - Lost in Yonkers – Neil Simon - Our Country's Good – Timberlake Wertenbaker - Shadowlands – William Nicholson - Six Degrees of Separation – John Guare | - The Will Rogers Follies - Miss Saigon - Once on This Island - The Secret Garden |
| Millor revival | Millor llibret |
| - Fiddler on the Roof - The Miser - Peter Pan | - Marsha Norman – The Secret Garden - Alain Boublil and Claude-Michel Schönberg – Miss Saigon - Lynn Ahrens – Once on This Island - Peter Stone – The Will Rogers Follies                                                                      |
| Millor actor protagonista a una obra | Millor actriu protagonista a una obra |
| - Nigel Hawthorne – Shadowlands com C.S. Lewis - Peter Frechette – Our Country's Good com 2nd Lieut. Ralph Clark - Tom McGowan – La Bête com Valere - Courtney B. Vance – Six Degrees of Separation com Paul | - Mercedes Ruehl – Lost in Yonkers com Bella Kurnitz - Stockard Channing – Six Degrees of Separation com Ouisa Kittredge - Julie Harris – Lucifer's Child com Karen Blixen - Cherry Jones – Our Country's Good com Liz Morden/Reverend Johnson |
| Millor actor protagonista de musical | Millor actriu protagonista de musical |
| - Jonathan Pryce – Miss Saigon com The Engineer - Keith Carradine – The Will Rogers Follies com Will Rogers - Paul Hipp – Buddy com Buddy Holly - Topol – Fiddler on the Roof com Tevye | - Lea Salonga – Miss Saigon com Kim - June Angela – Shōgun: The Musical com Lady Mariko - Dee Hoty – The Will Rogers Follies com Betty Blake - Cathy Rigby – Peter Pan com Peter Pan                                                           |
| Millor actor de repartiment a una obra | Millor actriu de repartiment a una obra |
| - Kevin Spacey – Lost in Yonkers com "Uncle" Louie - Adam Arkin – I Hate Hamlet com Gary Peter Lefkowitz - Dylan Baker – La Bête com Prince County - Stephen Lang – The Speed of Darkness com Lou | - Irene Worth – Lost in Yonkers com Grandma Kurnitz - Amelia Campbell – Our Country's Good com Various Characters - Kathryn Erbe – The Speed of Darkness com Mary - J. Smith-Cameron – Our Country's Good com 2nd Lieut. William Faddy         |
| Millor actor de repartiment de musical | Millor actriu de repartiment de musical |
| - Hinton Battle – Miss Saigon com John - Bruce Adler – Those Were the Days com Various Characters - Gregg Burge – Oh, Kay! com Billy Lyes - Willy Falk – Miss Saigon com Chris | - Daisy Eagan – The Secret Garden com Mary Lennox - Alison Fraser – The Secret Garden com Martha Sowerby - Cady Huffman – The Will Rogers Follies com Ziegfeld's Favorite - LaChanze – Once on This Island com Ti Moune                        |
| Millor banda sonora (música i/o lletres) escrita per a teatre | Millor coreografia |
| - The Will Rogers Follies – Cy Coleman (music) and Betty Comden and Adolph Green (lyrics) - Miss Saigon – Claude-Michel Schönberg (music) and Richard Maltby, Jr. and Alain Boublil (lyrics) - Once on This Island – Stephen Flaherty (music) and Lynn Ahrens (lyrics) - The Secret Garden – Lucy Simon (music) and Marsha Norman (lyrics) | - Tommy Tune – The Will Rogers Follies - Bob Avian – Miss Saigon - Graciela Daniele – Once on This Island - Dan Siretta – Oh, Kay! |
| Millor direcció d'obra | Millor direcció de musical |
| - Jerry Zaks – Six Degrees of Separation - Richard Jones – La Bête - Mark Lamos – Our Country's Good - Gene Saks – Lost in Yonkers | - Tommy Tune – The Will Rogers Follies - Graciela Daniele – Once on This Island - Nicholas Hytner – Miss Saigon - Eleanor Reissa – Those Were the Days                                                                                         |
| Millor disseny d'escenografia | Millor disseny de vestuari |
| - Heidi Landesman – The Secret Garden - Richard Hudson – La Bête - John Napier – Miss Saigon - Tony Walton – The Will Rogers Follies | - Willa Kim – The Will Rogers Follies - Theoni V. Aldredge – The Secret Garden - Judy Dearing – Once on This Island - Patricia Zipprodt – Shōgun: The Musical                                                                                  |
| Millor disseny d'il·luminació | |
| - Jules Fisher – The Will Rogers Follies - David Hersey – Miss Saigon - Allen Lee Hughes – Once on This Island - Jennifer Tipton – La Bête | |

## Premis Especials
Al teatre regional - Yale Repertory Theater, New Haven, Connecticut
Premi Especial — Father George Moore (atorgat pòstumament)

### Multiples premis i nominacions
Aquestes produccions tenien multiples nominacions:
- 11 nominacions: Miss Saigon i The Will Rogers Follies
- 8 nominacions: Once on This Island
- 7 nominacions: The Secret Garden
- 6 nominacions: Our Country's Good
- 5 nominacions: La Bête i Lost in Yonkers
- 4 nominacions: Six Degrees of Separation
- 2 nominacions: Fiddler on the Roof, Oh, Kay!, Peter Pan, Shadowlands, Shōgun: The Musical, The Speed of Darkness i Those Were the Days

Les següents produccions reberen diversos guardons.
- 6 premis: The Will Rogers Follies
- 4 premis: Lost in Yonkers
- 3 premis: Miss Saigon i The Secret Garden

## Enllaços externas
- Official Site Tony Awards